# Ruinele complexului monastic de la Sânnicolau de Beiuș
Ruinele complexului monastic de la Sânnicolau de Beiuș sunt un sit arheologic aflat pe teritoriul satului Sânnicolau de Beiuș, comuna Șoimi. În Repertoriul Arheologic Național, monumentul apare cu codul 31486.01.
Cercetarea arheologică a ruinelor bisericii a fost făcută la începutul anilor 1990 sub conducerea lui Radu Popa. 

## Galerie

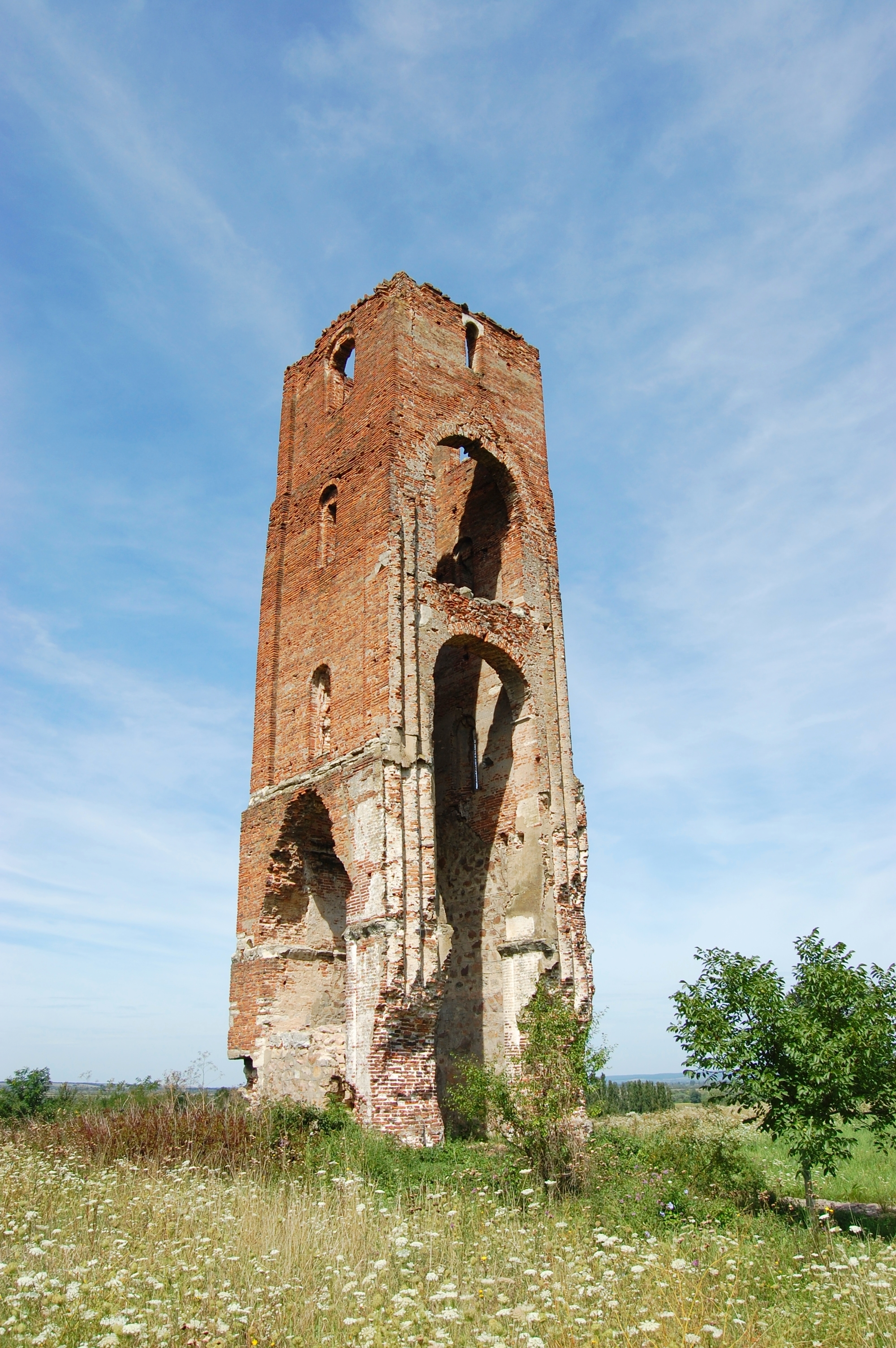
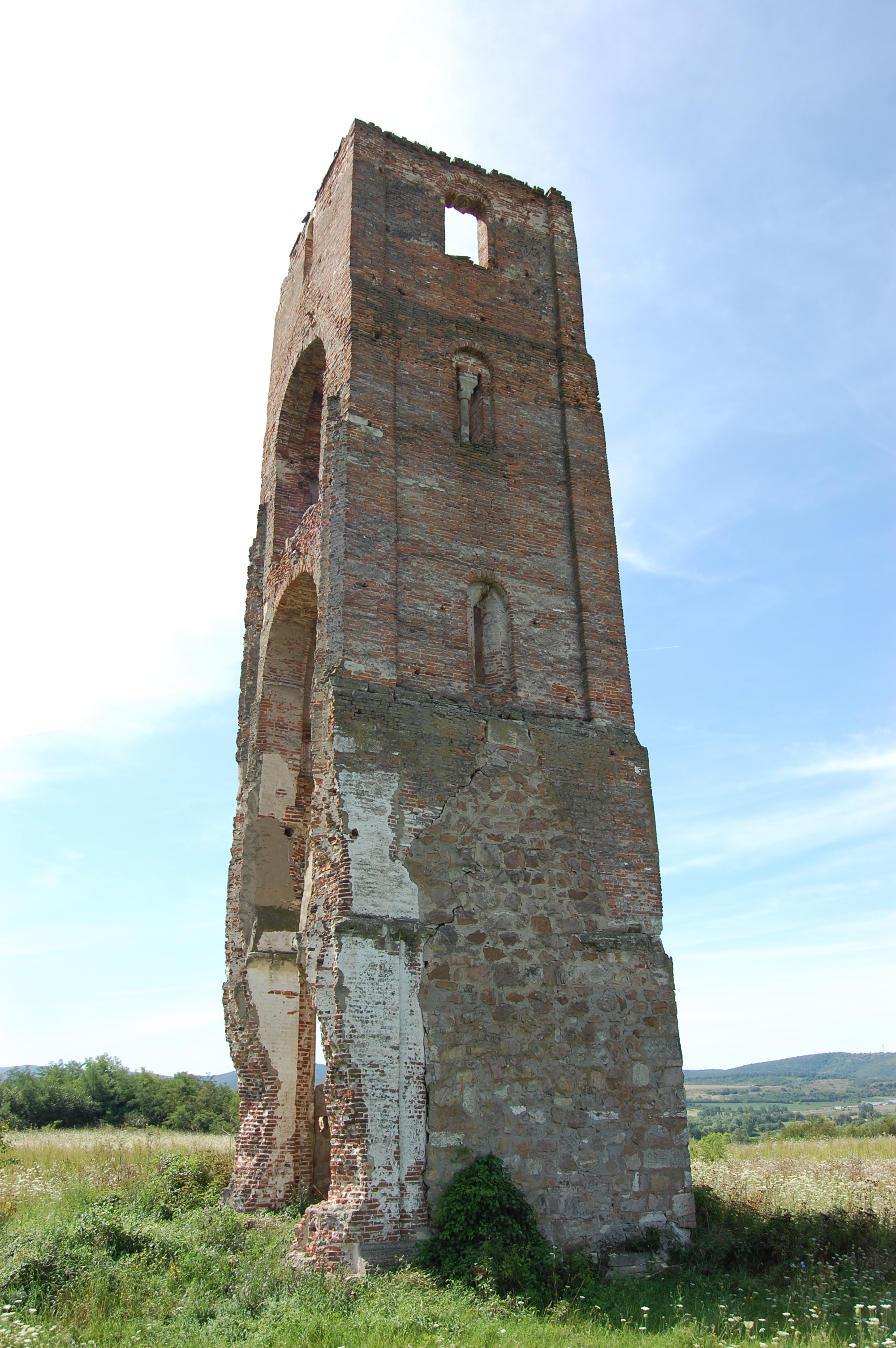
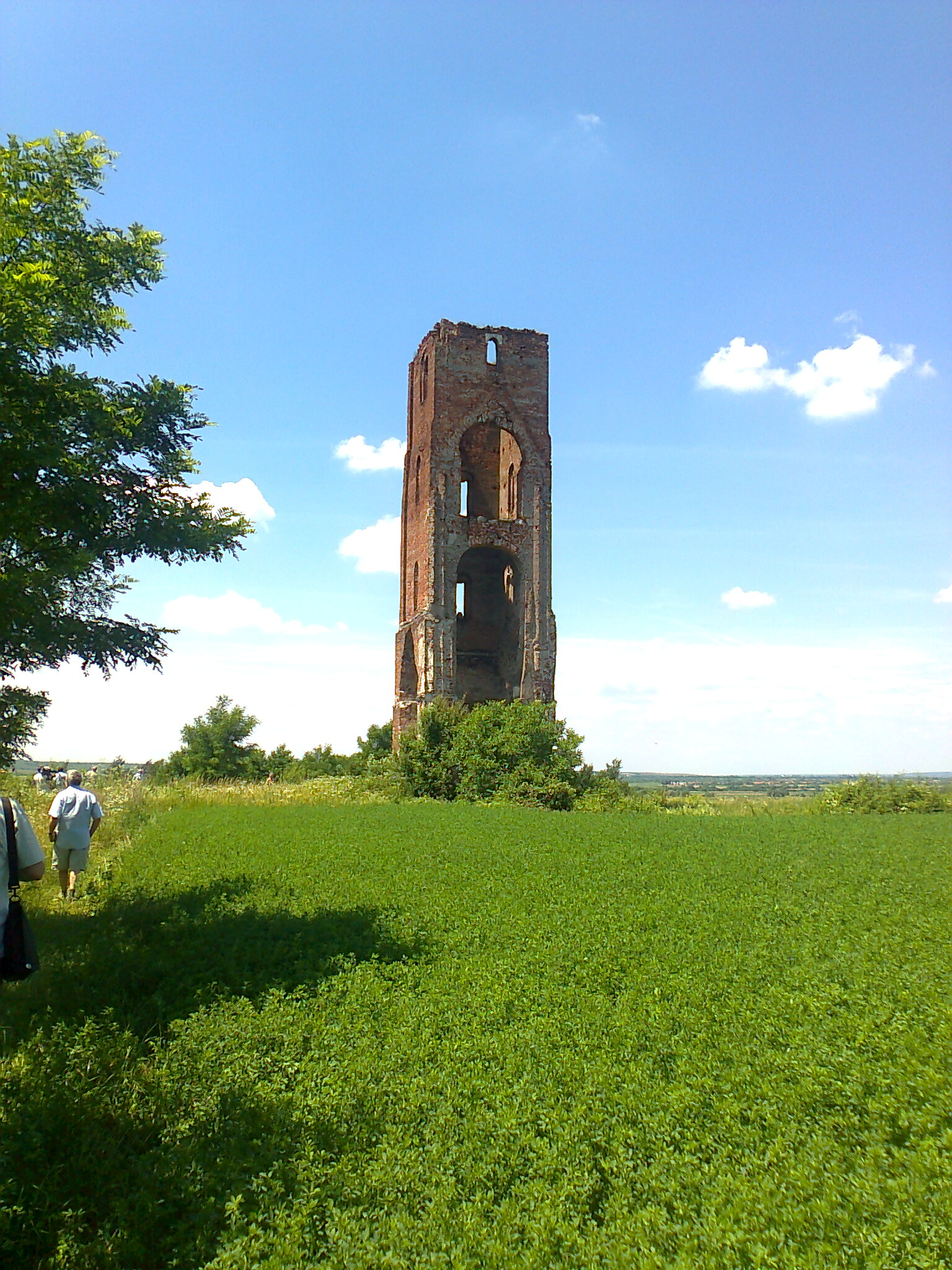
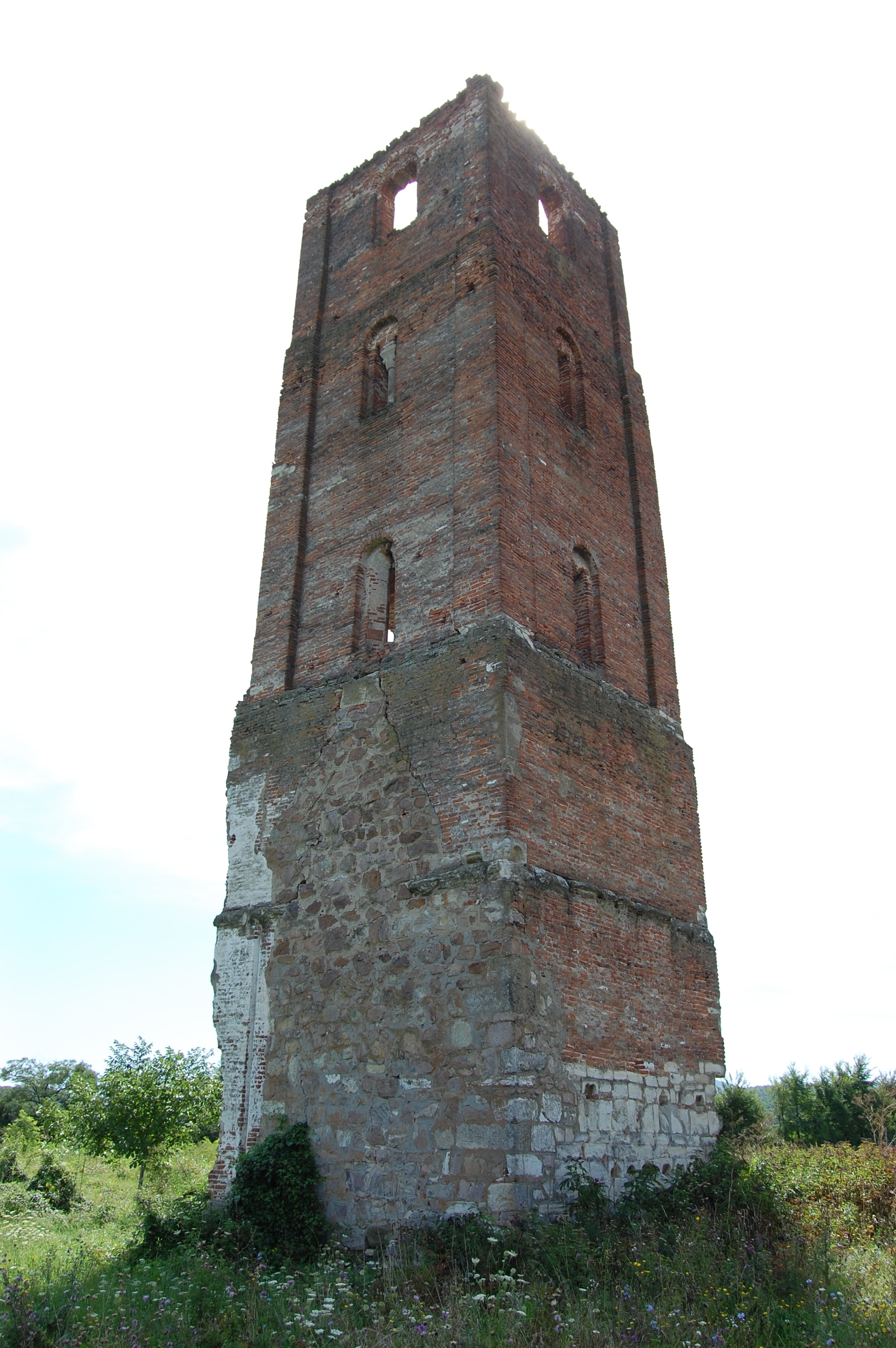